# Воно знову захопило мене!
«Воно знову захопило мене!» (англ. It’s Got Me Again) — американський короткометражний комедійний мультфільм режисера Рудольфа Ісінга 1932 року.

## Сюжет
Миші пізно вночі вибралися зі своїх нір, щоб дружно заспівати і станцювати. І все це у них чудово виходить... доти, поки їх не знаходить кіт.